# Un guapo del 900 (pel·lícula de 1960)
Un guapo del 900 és una pel·lícula en blanc i negre de l'Argentina dirigida per Leopoldo Torre Nilsson sobre el seu propi guió escrit en col·laboració amb Samuel Eichelbaum segons l'obra de teatre homònima d'aquest. Es va estrenar el 17 d'agost de 1960 i va tenir com a protagonistes a Alfredo Alcón, Arturo García Buhr, Élida Gay Palmer, Lydia Lamaison i Duilio Marzio.

## Sinopsi
El pinxo guardaespatlles d'un polític de principis del segle xx, entre la influència de la seva mare i la lleialtat al seu patró.

## Altres versions
Basades en la mateixa obra teatral es van filmar Un guapo del 900 dirigida el 1952 per Lucas Demare, que va quedar inconclusa, i Un guapo del 900 dirigida el 1971 per Lautaro Murúa.

## Repartiment
- Alfredo Alcón	 ...	Ecuménico López
- Arturo García Buhr	 ...	Alejo Garay
- Élida Gay Palmer	 ...	Edelmira Carranza de Garay
- Lydia Lamaison	 ...	Doña Natividad
- Duilio Marzio	 ...	Clemente Ordóñez
- Susana Mayo
- Beto Gianola
- Eduardo Foglizzio
- Ovidio Fuentes
- Mario Rolla
- Walter Soubrié
- Oscar Matarrese
- Francisco Iribarren
- Alejandro Oster
- Pablo Rivera
- José Del Vecchio
- David Tonelli
- Ángel Vigo
- Luis Otero
- Jorge Villalba